# Les Amis (film, 1912)
Pour les articles homonymes, voir Les Amis et Friend.

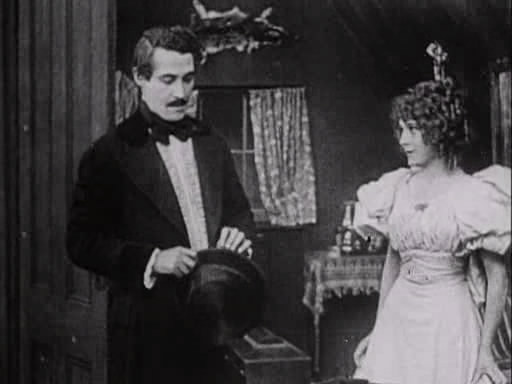
Henry B. Walthall et Mary Pickford dans "Les Amis".

Les Amis (Friends) est un film américain de David W. Griffith sorti en 1912.

## Synopsis
L'histoire débute dans un saloon fréquenté par des chercheurs d'or et où réside Dora, une jeune fille orpheline. Dora et Dandy Jack s'aiment mais il doit lui annoncer son départ pour le nord, les mines s'épuisant. Arrive alors Grizzley Fallon, ami de Dandy Jack, qui prend sa place dans le cœur de Dora [..]

## Fiche technique
- Titre original : Friends
- Titre français : Les Amis
- Genre : Western
- Réalisateur : David W. Griffith
- Scénariste : David W. Griffith
- Production : Biograph Company
- Lieu de tournage : Coytesville (New-Jersey)
- Durée : 17 minutes
- Sortie : 23 septembre 1912

## Distribution
- Mary Pickford : Dora, l'orpheline
- Henry B. Walthall : Dandy Jack
- Lionel Barrymore : Grizzley Fallon, ami de Dandy Jack
- Harry Carey : Bob Kyne, prospecteur
- Charles Hill Mailes : Tenancier du saloon
- Robert Harron : Garçon d'écurie
- Elmer Booth : Homme au saloon
- Frank Evans : Homme au saloon
- Adolph Lestina : Homme au saloon
- Walter Miller : Homme au saloon
- W.C. Robinson : Homme au saloon